# Gigantura
Famille
Genre
Gigantura est un genre de poissons abyssaux, le seul de la famille des Giganturidae dans l'ordre des Aulopiformes.

## Liste des espèces
Selon World Register of Marine Species (14 août 2021) et ITIS (14 août 2010) :
- Gigantura chuni Brauer, 1901
- Gigantura indica Brauer, 1901

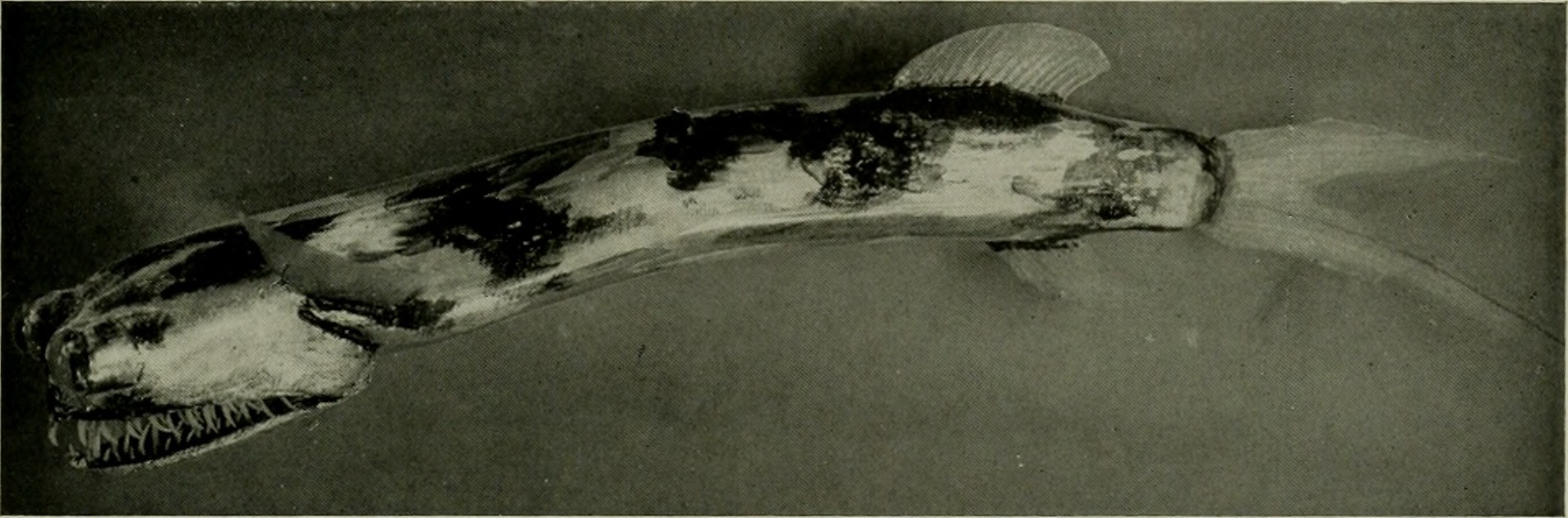
Gigantura chuni extrait des abysses et conservé en formol
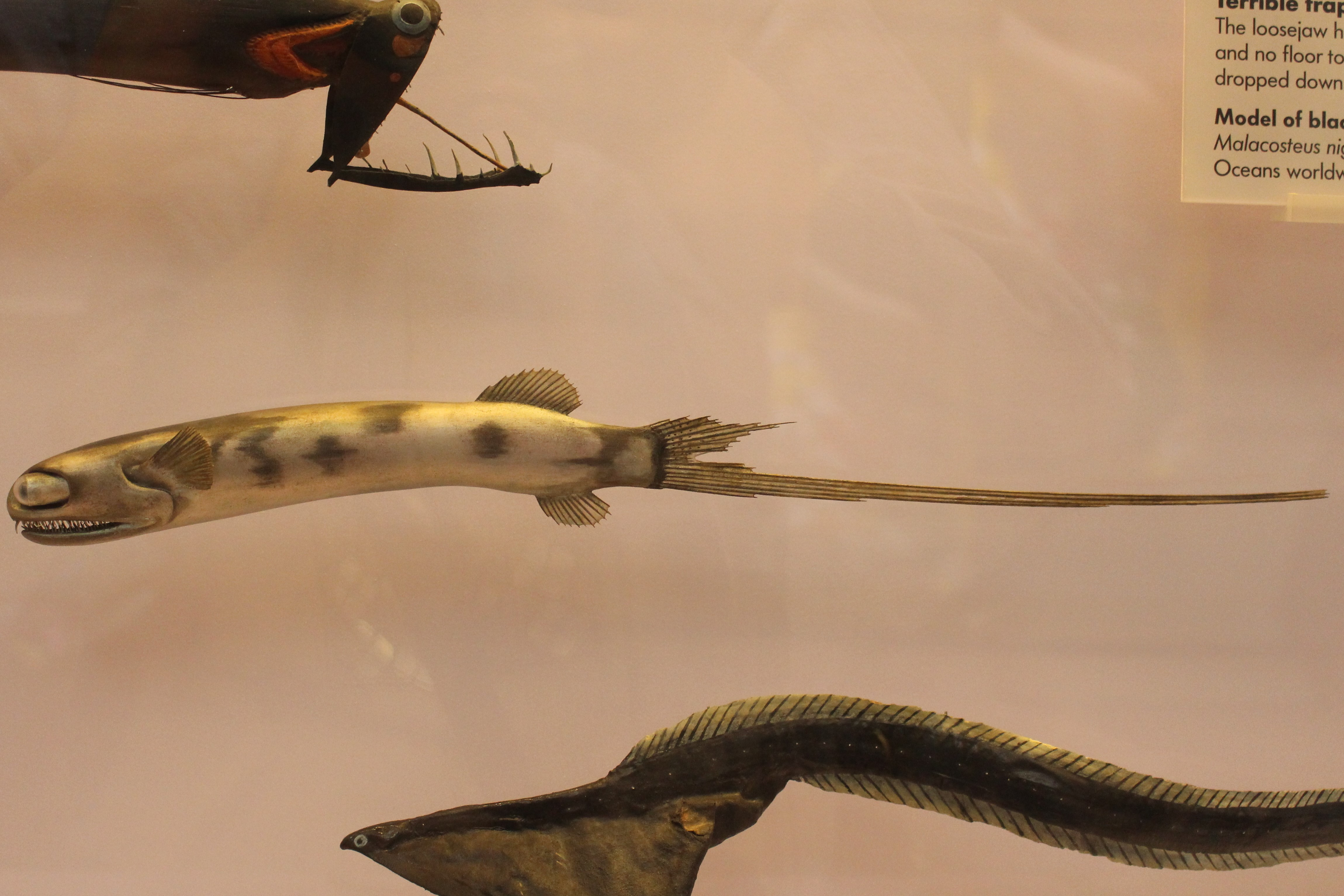
Gigantura chuni (reproduction d'après l'exemplaire ci-dessus)